# Enese
Enese [eneše] je obec v Maďarsku v župě Győr-Moson-Sopron, spadající pod okres Győr. Nachází se asi 14 km severovýchodně od Csorny a asi 18 km jihozápadně od Győru. V roce 2015 zde žilo 1 734 obyvatel. Dle údajů z roku 2011 tvoří 86,6 % obyvatelstva Maďaři, 0,7 % Němci, 0,5 % Rumuni a 0,4 % Romové, přičemž 13,3 % obyvatel se ke své národnosti nevyjádřilo.
První písemná zmínka o obci pochází z roku 1270. Nachází se zde katolický kostel svatého Josefa a evangelický kostel. Obcí prochází hlavní silnice 85 a vedlejší silnice 8417. Také kolem Enese prochází dálnice M85, která tvoří jeho silniční obchvat. Také se na ní nachází exit 10, umožňující rychlé spojení Enese s městy Csorna a Győr.

## Sousední obce
| Růžice kompasu | Győrsövényház Bezi | Mosonszentmiklós |            | Růžice kompasu |
| Růžice kompasu | Kóny               | Sever            | Rábapatona | Růžice kompasu |
| Růžice kompasu | Kóny               | Enese            | Rábapatona | Růžice kompasu |
| Růžice kompasu | Kóny               | Jih              | Rábapatona | Růžice kompasu |
| Růžice kompasu | Rábacsécsény       |                  |            | Růžice kompasu |